# 千葉純子
千葉 純子（ちば じゅんこ）は、山梨県甲府市出身のヴァイオリン奏者。

## 略歴
桐朋学園高校、同大学を経て1988年より奨学生としてニューヨークのジュリアード音楽院に留学し、ドロシー・ディレイに師事。1991年にカーネギー・ホール・リサイタル・ホールでデビュー。イタリアのキジアーナ音楽院にて名誉ディプロマを受賞。明治安田生命クオリティオブライフ文化財団より助成を受け、パイヤール室内管弦楽団、ウィーン・ヴィルトゥオーゾ、プラハ放送管弦楽団、プラハ室内管弦楽団などと共演するなど、世界各地でリサイタルを行っている。
現在は紀尾井シンフォニエッタ東京のメンバーであり、フェリス女学院大学音楽学部非常勤講師、山梨学院大学附属小学校特別講師、洗足学園音楽大学非常勤講師を務める。
2016年、やまなし大使に就任。

## 受賞

### 国際コンクール
- 1990年 ニューヨーク・アーティスト・インターナショナル・コンペティション 優勝[5]
- 1992年 第26回ティボール・ヴァルガ国際ヴァイオリン・コンクール 第3位[6]
- 1994年 台北国際音楽コンクール 最高位[7]

### 国内コンクール
- 1996年 フォーバルスカラシップ・ストラディヴァリウス・コンクール 第3位[8]
- 1998年 大垣音楽祭で最優秀新人賞受賞[9]

## 音盤
- レスピーギ:ヴァイオリンソナタ（1998年、カメラータ・トウキョウ[10]）
- シューマン:ヴァイオリンソナタ（2000年、カメラータ・トウキョウ[11]）
- メンデルスゾーン ヴァイオリンソナタ（2003年、アウローラ・クラシカル[12]）
- モーツァルト:ヴァイオリン協奏曲集I[13]（2004年、アウローラ・クラシカル）
- テンポ・ディ・メヌエット～千葉純子-ヴァイオリン名曲集[14]（2006年、アウローラ・クラシカル）
- タイスの瞑想曲・G線上のアリア/ヴァイオリン名曲の花束[15]（2009年、ビクターエンタテインメント）